# トジュ・トゥバ人
トジュ・トゥバ人（トジュ・トゥバじん、トゥバ語: Тугалар, Tugalar または Тухалар, Tukhalar;　ロシア語: Тувинцы-тоджинцы;  英語: Tozhu Tuvans）とは、テュルク系民族シベリア・テュルク群トゥバ人の東北地域集団である。

## 概要
トジュ・トゥバ人はトゥバ人の一派で、ロシア連邦トゥヴァ共和国のトジンスキー地区を中心に居住し、トゥバ語の方言である東トゥバ方言を話す。伝統的にトナカイの遊牧民として暮らしている。